# Plantago dardanae
Plantago dardanae är en grobladsväxtart som beskrevs av Rexhepi och D.Dimitrov. Plantago dardanae ingår i släktet kämpar, och familjen grobladsväxter. Inga underarter finns listade i Catalogue of Life.